# Indiana Invaders
Indiana Invaders is een Amerikaanse voetbalclub uit South Bend, Indiana. De club werd opgericht in 1998 en speelt in de USL Premier Development League, de Amerikaanse vierde klasse.
Het team is onderdeel van het grotere Invaders FC dat meer dan 25 teams heeft, zowel jongens als meisjes. Tot dusver kon de club zich nog maar één keer plaatsen voor de play-offs, dat was in 2003.

## Seizoen per seizoen
| Jaar | Divisie | League     | Regulier Seizoen | Playoffs              | Open Cup            |
| ---- | ------- | ---------- | ---------------- | --------------------- | ------------------- |
| 1998 | 4       | USISL PDSL | 5de, Great Lakes | Niet gekwalificeerd   | Niet gekwalificeerd |
| 1999 | 4       | USL PDL    | 4de, Great Lakes | Niet gekwalificeerd   | Niet gekwalificeerd |
| 2000 | 4       | USL PDL    | 5de, Great Lakes | Niet gekwalificeerd   | Niet gekwalificeerd |
| 2001 | 4       | USL PDL    | 4de, Great Lakes | Niet gekwalificeerd   | Niet gekwalificeerd |
| 2002 | 4       | USL PDL    | 5de, Great Lakes | Niet gekwalificeerd   | Niet gekwalificeerd |
| 2003 | 4       | USL PDL    | 2de, Great Lakes | Conference Semifinals | Niet gekwalificeerd |
| 2004 | 4       | USL PDL    | 3de, Great Lakes | Niet gekwalificeerd   | Niet gekwalificeerd |
| 2005 | 4       | USL PDL    | 3de, Great Lakes | Niet gekwalificeerd   | Niet gekwalificeerd |
| 2006 | 4       | USL PDL    | 3de, Great Lakes | Niet gekwalificeerd   | Niet gekwalificeerd |
| 2007 | 4       | USL PDL    | 5de, Great Lakes | Niet gekwalificeerd   | Niet gekwalificeerd |
| 2008 | 4       | USL PDL    | 3de, Midwest     | Niet gekwalificeerd   | Niet gekwalificeerd |
| 2009 | 4       | USL PDL    | 5de, Great Lakes | Niet gekwalificeerd   | Niet gekwalificeerd |